# Alice in Chains (musikalbum)
Alice in Chains är grungebandet Alice in Chains tredje fullängdsalbum, utgivet den 7 november 1995. Albumet nådde förstaplatsen på Billboards albumlista.

## Låtförteckning
1. "Grind" – 4:45
2. "Brush Away" – 3:22
3. "Sludge Factory" – 7:12
4. "Heaven Beside You" – 5:27
5. "Head Creeps" – 6:28
6. "Again" – 4:05
7. "Shame in You" – 5:35
8. "God Am" – 4:08
9. "So Close" – 2:45
10. "Nothin' Song" – 5:40
11. "Frogs" – 8:18
12. "Over Now" – 7:03